# Nesphostylis
Nesphostylis es un género de plantas con flores con cuatro especies perteneciente a la familia Fabaceae.

## Taxonomía
El género fue descrito por Bernard Verdcourt y publicado en Kew Bulletin 24: 296. 1970.

## Especies aceptadas
A continuación se brinda un listado de las especies del género Nesphostylis aceptadas hasta julio de 2011, ordenadas alfabéticamente. Para cada una se indica el nombre binomial seguido del autor, abreviado según las convenciones y usos.
- Nesphostylis bracteata (Baker) D.Potter & J.J.Doyle
- Nesphostylis holosericea (Baker) Verdc.
- Nesphostylis junodii (Harms) Munyeny. & F.A.Bisby
- Nesphostylis lanceolata (Baker) H.Ohashi & Tateishi